# Santana do Paraíso
Santana do Paraíso è un comune del Brasile nello Stato del Minas Gerais, parte della regione della Vale do Rio Doce. Situato nella Regione Metropolitana di Vale do Aço.